# Desterro penal

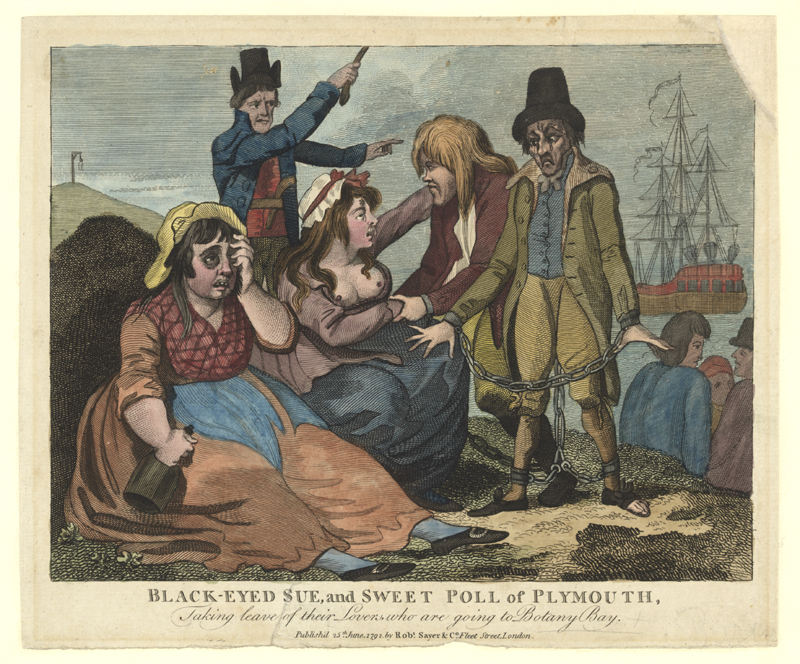
Mulheres na Inglaterra lamentando a perda de seus amantes, condenados ao desterro penal em Botany Bay, 1792

Desterro penal ou transporte penal refere-se ao tipo de desterro que era empregado como punição a criminosos condenados, ou a pessoas tidas como indesejáveis, com a realocação para um lugar muito distante, geralmente uma colônia por um tempo determinado. Mais tarde, foram estabelecidas colônias penais com essa finalidade. No entanto, quando a pena era cumprida, os desterrados geralmente não tinham os recursos para voltar para seu lugar de origem.
A Inglaterra desterrou penalmente seus condenados, assim como prisioneiros de guerra na Escócia e na Irlanda, para a América Britânica, de 1610 até até o início da Revolução Americana em 1776, quando o desterro na América foi temporariamente suspenso pelo Criminal Law Act 1776 (16 Geo. 3 c.43). A prática foi retomada em 1787 para a Austrália e continuou até 1868. A França desterrou condenados para a Ilha do Diabo, na Guiana e para a Nova Caledônia entre 1852 até 1953 e 1897, respectivamente.

## Origem e implementação
O banimento ou o exílio forçado foram usados desde a Antiguidade, ao menos desde o tempo dos romanos, pois removia o condenado da sociedade, não raro de forma permanente e era visto como forma mais misericordiosa que a pena de morte. Nos tempos do Império Britânico, assentamentos d'além-mar eram vistos como forma de aliviar problemas domésticos, tais como a criminalidade e a pobreza, assim como aumentar a população economicamente ativa colonial, a produção e os benefícios para todo o reino.

## Contexto histórico

### A tendência rumo à maior flexibilidade nas sentenças

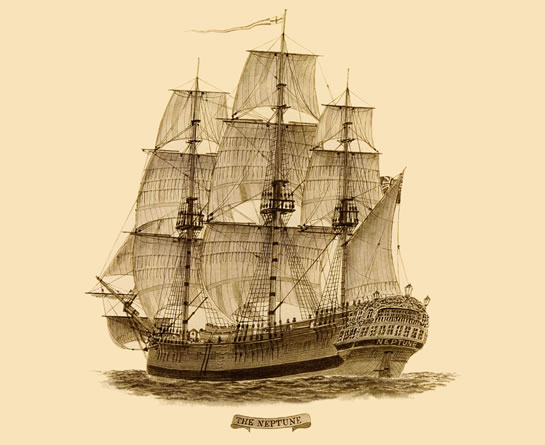
O navio Neptune, operante entre os séculos XVIII e XIX, realizou viagens transoceânicas levando os desterrados à Austrália

Na Inglaterra dos séculs XVII e XVIII a justiça criminal era severa, com uma base legal que viria a ser conhecida como Bloody Code (Código Sangrento). Isto se devia tanto ao número particularmente grande de condutas típicas puníveis com a pena de morte (geralmente pela forca), quanto ao leque limitado de opções de sentenças possíveis para condenar os criminosos. Com a introdução de modificações no tradicional "benefício clerical, o qual originalmente isentava apenas os integrantes do clero da aplicação da lei civil, desenvolveu-se uma ficção jurídica pela qual criminosos comuns de ofensas atribuíveis aos membros do clero tiveram a extensão do privilégio a eles para se evitar a execução. Muitos acusados foram perdoados, ao se considerar pouco razoável executá-los por crimes tidos como menores, mas sob o império da lei, era igualmente pouco razoável deixá-los escaparem a todas as punições. Com o desenvolvimento das colônias, o desterro foi introduzido como pena alternativa, ainda que legalmente fosse considerado como condição de um perdão, mais do que propriamente uma sentença em si. Os condenados que representassem uma ameaça à comunidade seriam mandados a terras distantes. Um objetivo secundário era desencorajar a prática de crimes pelo temor de ser enviado a terras remotas através do degredo. O desterro também era visto como exibição pública da misericórdia real. Também representava uma solução ao problema efetivo da superlotação no sistema penal doméstico. Havia também a esperança de que os criminosos desterrados pudessem ser reabilitados e reformados ao iniciarem uma nova vida nas colônias. Em 1615, durante o reino de Jaime VI da Escócia e I da Inglaterra, um comitê do Conselho já obtivera o poder de escolher como determinados prisioneiros mereceriam perdão e, consequentemente, o desterro penal para as colônias. Os condenados eram criteriosamente escolhidos: a legislação do Privy Council mostrava que prisioneiros "com força corporal ou outras habilidades devem ser considerados aptos ao emprego nas descobertas ou outros serviços d'além-mar".
Durante o período da Comunidade da Inglaterra, Cromwell venceu o preconceito contra submeter os cristãos à escravidão ou vendê-los a terceiros, iniciando a mudança de forças militares e de prisioneiros civis. Com a Restauração, o desterro penal e o número de pessoas sujeitas à sua prática começou a crescer consideravelmente entre 1660 e 1720, com o desterro substituindo a simples dispensa de sentenciados após a a marcação a ferro quente. Alternativamente, sob esse ato, lidando com Moss-trooper (bandoleiros da Escócia e do norte da Inglaterra no século XVII) os acusados tiveram o privilégio do clero retirado e foram sentenciados, ao arbítrio dos juízes, ao desterro penal para a América, "para lá permanecer e não mais retornar".
O sistema mudou progressivamente, uma etapa por vez: em fevereiro de 1663, após o primeiro experimento, um projeto de lei foi proposto à Câmara dos Comuns para permitir o desterro de criminosos, seguido por outra proposta enviada à Câmara dos Lordes para permitir o desterro por crimes menores ou de crimes mais graves dentro do clero. Tais propostas não obtiveram sucesso; não obstante, ficou claro que mudanças na legislação se faziam necessárias. O desterro não era uma sentença por si, mas podia ser provido através de soluções indiretas. O teste de leitura, crucial para a obtenção do benefício clerical, era uma característica fundamental do sistema penal, mas de modo a impedir seu abuso, esse processo de perdão judicial foi tornado mais estrito. Os prisioneiros eram cuidadosamente selecionados para o desterro com base na informação sobre seu caráter e o registro criminal prévio. Foi combinado que se houvesse reprovação no teste de leitura, haveria repreensão e envio à prisão, sem fiança, de modo a garantir tempo para a obtenção de um perdão real (que podia sujeitar ao desterro).

### O fim da prática
A deflagração da Guerra de independência dos Estados Unidos, de 1775 a 1783, interrompeu o desterro penal para a América. O parlamento britânico declarou que "o desterro penal de condenados às colônias de Sua Majestade e plantações na América... considera-se tomada por várias inconveniências, particularmente por retirar a este Reino muitos súditos cujo trabalho poderia ser útil à comunidade, e os quais, através de cuidados e correções apropriados, poderiam ser retirados de seu caminho ruim"; aprovando então "uma legislação para autorizar... a punição por trabalhos forçados dos autores os quais, por certos crimes, são ou devem se tornar sujeitos ao desterro penal a qualquer uma das colônias de Sua Majestade. Ao longo da década seguinte, muitos homens foram sentenciados a trabalhos forçados e as mulheres, aprisionadas. Encontrar destinos alternativos para enviar os condenados ao desterro não era fácil e a legislação recebeu duas extensões temporais pelo Criminal Law Act 1778 (18 Geo. 3 c. 62) e pelo Criminal Law Act 1779 (19 Geo. 3, c. 54).
A superlotação nos presídios da Metrópole britânica só viria a ser resolvida com a retomada do desterro penal a partir de 6 de dezembro de 1785, com a decisão de se estabelecer uma colônia penal em Nova Gales do Sul, numa terra cuja soberania foi reclamada pelos britânicos em 1770, mas que ainda não havia sido ocupada. A política britânica com relação à Austrália, especificamente no que tangia ao seu uso como colônia penal, dentro de seus planos gerais de povoar e colonizar o continente, eram distintos dos utilizados nas Treze Colônias, onde o emprego de condenados era apenas um detalhe menor dentro do conjunto das políticas de ocupação na ex-colônia.  Em 1787, quando o desterro penal foi efetivamente retomado, agora para o continente australiano, a distância muito maior adicionava ao exílio uma experiência muito mais terrível, e era considerada mais severa que os métodos punitivos empregados na década anterior. O Transportation Act 1790 (30 Geo. 3 c. 47) oficialmente pôs em vigor as ordens anteriores.
No início do século XIX, o degredo penal perpétuo tornou-se a pena máxima para vários crimes anteriormente puníveis com a pena de morte. Com muitas reclamações da população colonial a partir da década de 1830, as sentenças decretando o desterro tornaram-se menos comuns em 1840, quando a prática começou a ser considerada um fracasso: o crime continuava em níveis altos, não se via dissuasão dos criminosos e as condições dos condenados nas colônias era considerada inumana. O sistema de desterro penal, tal como desenvolvido ao longo dos 150 anos anteriores foi oficialmente encerrado no Reino Unido entre as décadas de 1850 e 1860, quando foi substituído pela pena de trabalhos forçados. Nova legislação trouxe mudanças, oferecendo maior arbítrio na dosimetria da pena, penas menores e quem fosse condenado a menos de 14 anos de desterro penal, poderia receber pena de prisão com trabalhos forçados por termos menores. Para prover lugares de cumprimento das penas, houve a aprovação do Convict Prisons Act 1853 (16 & 17 Vict. c. 121)." O Penal Servitude Act 1857 (20 & 21 Vict. c.3) pôs fim à sentença de desterro penal em virtualmente todos os casos, sendo os termos da sentença inicialmente iguais aos do desterro. Enquanto o desterro foi muito reduzido logo após a legislação de 1857, os últimos condenados sentenciados ao desterro chegaram à Austrália Ocidental em 1868. Durante os 80 anos de seu uso na Austrália, o número de condenados totalizou 162 000 homens e mulheres. Ao longo do tempo penas alternativas viriam a ser reduzidas se comparadas aos tempos equivalentes de desterro penal.

## Desterro para a América do Norte
Do início do século XVII até a Revolução Americana de 1776, as colônias britânicas na América do Norte receberam criminosos condenados britânicos que foram desterrados. No século XVII o desterro penal era realizado às custas dos condenados ou dos proprietários dos navios. O Transportation Act 1717 permitiu aos tribunais sentenciar os condenados a sete anos de desterro na América. Em 1720, uma extensão autorizou pagamentos da Coroa britânica a comerciantes marítimos contratados para realizar o transporte para América. Essa lei tornou a ação de voltar do desterro durante o prazo da condenação ato punível com a pena de morte. O número de condenados transportados para América do Norte é incerto - John Dunmore Lang estimou 50 mil pessoas e Thomas Keneally propôs um valor de 120000. Maryland recebeu uma quota maior que qualquer colônia contemporânea. Muitos prisioneiros foram levados após batalhas da Irlanda e da Escócia, entregues para a servidão por contrato por determinada quantidade de anos. A independência dos Estados Unidos pôs fim ao desterro penal na América do Norte. As colônias britânicas remanescentes - no que hoje é o Canadá - eram tidas como inadequadas para a continuidade da prática, uma vez que o desterro poderia aumentar a insatisfação com o domínio britânico entre os colonos livres e que houvesse conflitos para a anexação aos EUA, sem contar a facilidade de que os prisioneiros escapassem para a fronteira. Após o fim dos desterros para América do Norte, os presídios britânicos ficaram superlotados e vários navios semiabandonados foram transformados em navios-prisões, conhecidos como "hulks". Após uma experiência desastrosa em transportar desterrados para Cape Coast Castle (atual Gana) e a Goreia (atual Senegal) na África Ocidental, as autoridades britânicas voltaram sua atenção para Nova Gales do Sul (no sudeste da atual Austrália).

## Desterro para a Austrália
Em 1787, a primeira frota de navios com condenados partiu da Inglaterra para estabelecer o primeiro assentamento britânico na Austrália, como colônia penal. A frota chegou a Port Jackson, em Sydney, em 26 de janeiro de 1788, uma data agora celebrada como Dia da Austrália. A Ilha Norfolk foi um colônia penal de 1788 a 1994, e novamente entre 1824 e 1847. Essas embarcações também incluíam mantimentos e animais. A frota também tinha o objetivo de fazer sondagens na costa do continente australiano para localizar lugares adequados à agropecuária. Em 1803, a Terra de Van Diemen (atual Tasmânia) também tornou-se colônia penal, seguida por Moreton Bay Settlement (Queensland) em 1824. As demais colônias que viriam a compor a Austrália, eram "livres", no sentido de não terem sido formadas como colônias penais. Entretanto, a Colônia de Swan River (Austrália Ocidental) aceitou receber desterrados da Inglaterra e da Irlanda em 1851, para resolver uma falta de mão de obra. Até as corridas do ouro trazerem fluxo massivo de imigrantes na década de 1850, os colonos "livres" eram minoria diante dos desterrados e seus descendentes. Todavia, comparando-se à América, a Austrália recebeu muito mais desterrados ingleses. Os desterros da Inglaterra e da Irlanda terminaram oficialmente em 1868, embora já tivessem se tornado incomuns vários anos antes.

## Desterro para a Sibéria
Durante a Segunda Guerra Mundial, a União Soviética transportou até 1 900 000 de cidadãos das repúblicas do lado ocidental do país para as repúblicas centro-asiáticas da União, em geral pessoas acusadas de colaboração com a Alemanha nazista ou rebelião antissoviética. As populações-alvo em geral incluíam russo-alemães, chechenos e populações túrquicas do Cáucaso. O desterro dessas populações tinha objetivo duplo: remover potenciais problemas do front e prover capital humano para a industrialização das em geral despovoadas regiões orientais. Essa política continuou até fevereiro de 1956, quando Nikita Khrushchev em seu Discurso secreto, condenou o desterro como violação dos princípios leninistas. Ainda que a política tenha sido extinta, as populações desterradas não começaram a retornar às sua regiões de origem antes do colapso da União Soviética, em 1991.